# Krzysztof Kornacki
Krzysztof Kornacki (ur. 1970) – polski nauczyciel akademicki, doktor habilitowany, prof. nadzwyczajny Uniwersytetu Gdańskiego, filmoznawca. 

## Życiorys
Pracownik Katedry Kultury i Sztuki Instytutu Filologii Polskiej, specjalizuje się w historii kina polskiego. Autor m.in. książek: "Kino polskie wobec katolicyzmu 1945 – 1970" (nominowana do nagrody im. Bolesława Michałka), „Popiół i diament Andrzeja Wajdy" (nagroda „Pióro Fredry”); współredaktor tomu "Poszukiwanie i degradowanie sacrum w kinie oraz Sacrum w kinie: dekadę później"; współzałożyciel i pierwszy prezes Dyskusyjnego Klubu Filmowego Uniwersytetu Gdańskiego „Miłość blondynki”; członek Rady Redakcyjnej czasopisma kultury audiowizualnej „Panoptikum”, nagrodzony medalem Komisji Edukacji Narodowej. Wykładowca m.in. Uniwersytetu Gdańskiego, Gdyńskiej Szkoły Filmowej, Akademii Filmu Polskiego, Akademii Edukacji Filmowej w Ostrołęce.
W 2021 odznaczony Srebrnym Krzyżem Zasługi.